# Перетягивание каната на летних Олимпийских играх 1900
Соревнование по перетягиванию каната на летних Олимпийских играх 1900 прошло 16 июля. Соревновались две команды — французская и смешанная датско-шведская — по шесть человек, которые и разыграли между собой золотые и серебряные медали. Лучшими стали скандинавы.

## Медали

### Общий медальный зачёт
(Жирным выделено самое большое количество медалей в своей категории; принимающая страна также выделена)
| Общее количество медалей |                   |        |         |        |       |
| Место                    | Страна            | Золото | Серебро | Бронза | Всего |
| 1                        | Смешанная команда | 1      | 0       | 0      | 1     |
| 2                        | Франция           | 0      | 1       | 0      | 1     |

### Медалисты
| Дисциплина           | Золото | Серебро | Бронза |
| Перетягивание каната | Смешанная команда Чарльз Винклер (DEN) · Август Нильссон (SWE) · Густаф Сёдерстрём (SWE) · Ойген Шмидт (DEN) · Карл Штоф (SWE) · Эдгар Обюэ (DEN) | Смешанная команда Реймон Бассе · Шарль Гондуэн · Франсиско Энрикес де Субирия (COL) · Жан Колла · Жозеф Роффо · Эмиль Саррад | —      |

## Соревнование

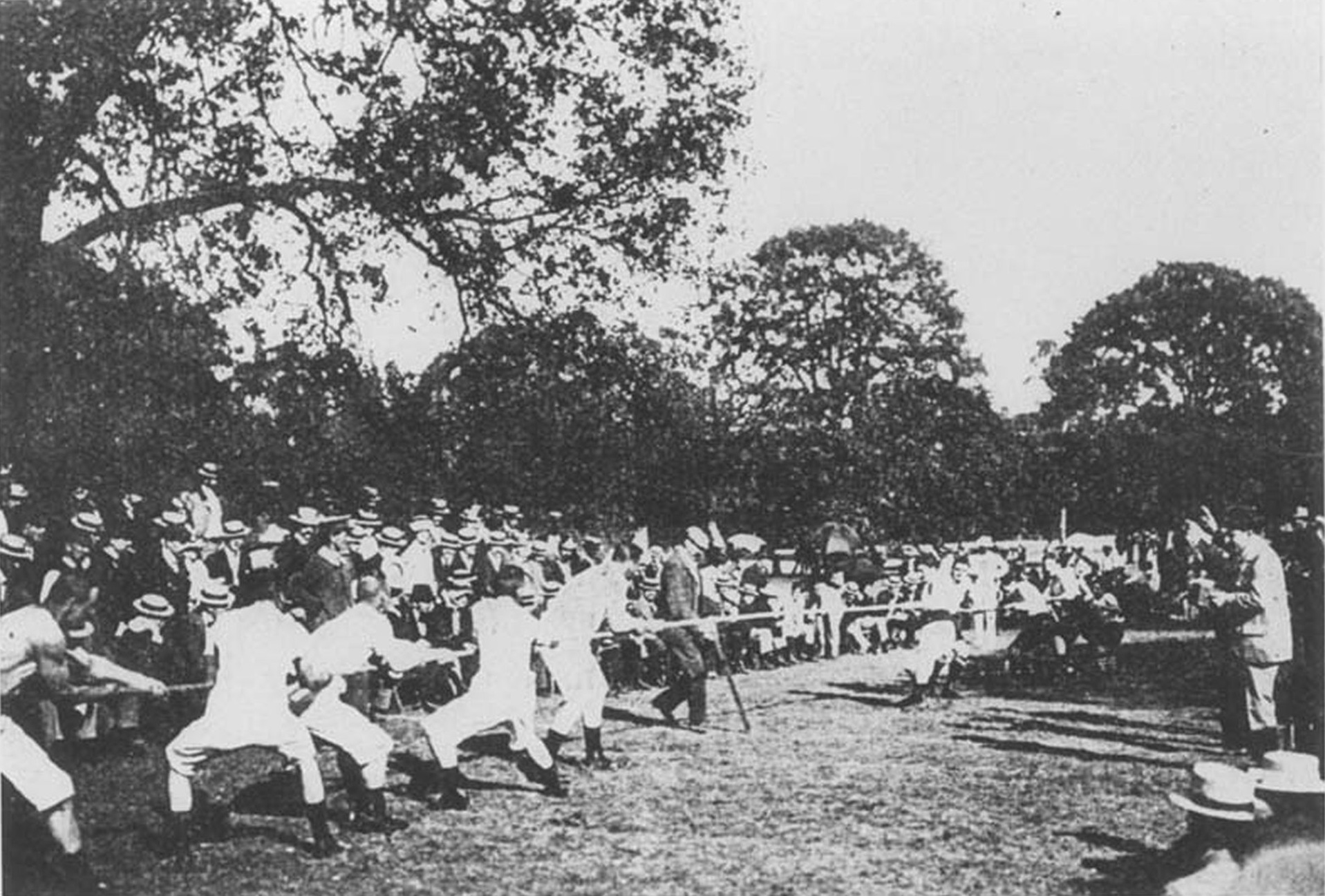
Перетягивание каната на Играх

В рамках этих соревнований прошла лишь одна встреча. Со счётом 2:0 победила смешанная команда, а серебряные медали достались французской сборной.
| Победитель        | Счёт | Проигравший |
| ----------------- | ---- | ----------- |
| Смешанная команда | 2:0  | Франция     |

## Страны
Всего приняло участие 12 спортсменов из 3 стран:

В скобках указано количество спортсменов
- Дания (3)
- Франция (6)
- Швеция (3)